# Poul H. Poulsen
Poul Hermann Poulsen (19. juli 1947 – 27. juni 1999) var en dansk designer.
Mest udbredt er hans arbejde fra tiden 1978-1983, hvor han designede keramiske kakler for Gangsø Møbler i Fårvang. Disse findes stadig i vid udstrækning ilagt spiseborde, sofaborde osv., hvilke stadig handles brugt som komplette møblementer. Tidligere var han indehaver af Fåborg Pottemageri (1976-1978) på Torvet i Faaborg, hvor han designede lertøj. Det udviklede sig senere til design af keramik, kakler, relieffer, billeder, oliemalerier, lærredstryk, tegninger og fotoplakater m.m.
Nogle af hans typiske designkendetegn er brugen af Bjørneklo-blomster og sivplanter, som ofte er trykt på kakler eller billeder. Men også cirkulære mønstre i forskellige farver og fremprovokerede krakeleringer ses ofte i hans design. I 70'erne arbejdede han mest i de, for den tid moderne, brunlige nuancer, men hen mod slutningen af 80'erne eksperimenterede han meget med andre og mere vilde farver sat sammen med kobber, sølv og guld-nuancer.
Næsten alt hans design bærer signaturen "P Hermann" i nederste højre hjørne. Signaturen er nogenlunde, som det ses under billedet, men den kan være svær at tyde, da den ofte er skrevet med glasur eller præget/ridset ned i emnet i frihånd. Karakteristisk er dog altid det spidse "P" efterfulgt af et stort "H" med småt skråskrift efterfølgende. Nogen gange forekommer en understregning af signaturen.
I dag kan man stadig finde hans værker på f.eks. ebay og diverse brugtmarkeder, hvor de bliver handlet som originalt 70'er retro design - både nationalt og internationalt.
Poul H. Poulsen døde af hjertestop i 1999 og ligger begravet på Ulkebøl Kirkegård i Sønderborg.